# 小行星4183
小行星4183（4183 Cuno）是一颗围绕太阳公转的小行星。1959年6月5日，庫諾·霍夫邁斯特在布隆方丹发现了此天体。
該小行星以發現者庫諾·霍夫邁斯特命名。
这颗小行星的绝对星等为236.2774411843736等。